# Acetilsalicilato di lisina
Acetilsalicilato di lisina è un composto appartenente alla famiglia dei salicilati, della classe dei farmaci antinfiammatori non steroidei (FANS). Come farmaco viene utilizzato per attenuare il dolore, il gonfiore e la rigidità articolare di numerose malattie artrosiche ed artritiche. In Italia è venduto dalla società farmaceutica Sanofi con il nome commerciale di Cardirene e Flectadol nella forma farmacologica di polvere e solvente per soluzione iniettabile per via intramuscolare oppure endovenosa. Viene inoltre commercializzato dalla consociata Sanofi-Synthelabo con il marchio Aspegic.

## Farmacodinamica
Acetilsalicilato di lisina è un sale idrosolubile dell'acido acetilsalicilico, che si caratterizza per un'elevata solubilità in acqua (superiore al 40%) rispetto al composto di base, l'acido acetilsalicilico il quale è assai scarsamente solubile (0,3% circa).
Il composto ha le medesime proprietà terapeutiche, antalgiche antinfiammatorie ed antipiretiche, dell'acido acetilsalicilico. La possibilità di utilizzo per via parenterale (intramuscolare ed endovenosa) ne amplia le indicazioni consentendo di evitare e talvolta ritardare il ricorso a farmaci oppiacei. Il farmaco può anche essere utilmente associato ad eventuali morfinici permettendo di ridurre il dosaggio di questi ultimi, mantenendo un buon controllo del dolore.
L'attività antalgica della molecola somministrata per via endovenosa è molto rapida e si manifesta in genere entro 5-15 minuti. Anche la durata dell'effetto antalgico appare prolungata.

## Farmacocinetica
L'assorbimento a seguito di somministrazione per via orale è rapido e triplo rispetto a quello dell'acido acetilsalicilico, a 10 minuti dalla somministrazione. A distanza di 30 minuti le salicilemie ottenute con la somministrazione di acetilsalicilato di lisina sono all'incirca doppie rispetto a quelle prodotte dall'acido acetilsalicilico e permangono decisamente superiori anche a distanza di un'ora.
A seguito di somministrazione per via endovenosa, dopo 3 minuti nel plasma è misurabile il 60% della dose e a distanza di 5 minuti ne è presente il 40% circa.

## Tossicologia
La DL50 nel topo e nel ratto è superiore a 2200 mg/kg quando assunto per os e superiore a 1600 mg/kg quando assunto per via intraperitoneale.

## Usi clinici
Acetilsalicilato di lisina viene impiegato per il trattamento sintomatico di numerosi affezioni dolorose acute, tra cui le malattie infiammatorie dell'apparato muscolo-scheletrico, malattie neoplastiche, disturbi secondari ad eventi traumatici, ed il dolore post-operatorio.

## Effetti collaterali ed indesiderati
I più comuni effetti avversi riportati durante il trattamento con acetilsalicilato di lisina sono a carico dell'apparato gastrointestinale e comprendono: dispepsia, nausea, vomito, flatulenza, dolore addominale (in particolare epigastrico), diarrea o costipazione, esofagiti, ulcera gastrica o duodenale, sanguinamento gastrico o perforazione intestinale. Il danno epatobiliare si manifesta come incremento degli enzimi epatici (AST ed ALT), ed epatite tossica.

I disturbi a carico della cute e del tessuto sottocutaneo comprendono orticaria, rash cutaneo (eruzioni cutanee), prurito, mentre gli effetti avversi a carico del sistema immunitario includono reazioni di ipersensibilità, reazioni anafilattiche, difficoltà respiratoria, broncospasmo ed asma, importante edema del viso, labbra, lingua o gola, e talvolta ipotensione arteriosa.
Il verificarsi di cefalea (mal di testa), vertigine, sensazione di perdita dell'udito, tinnito, è indicativo di un effetti avversi a carico del sistema nervoso e spesso anche di un sovradosaggio.

## Controindicazioni
Il farmaco non deve essere utilizzato in soggetti con ipersensibilità nota all'acido acetilsalicilico o ad uno qualsiasi degli eccipienti della formulazione farmaceutica.

Deve inoltre essere evitato da soggetti con storia di ulcera peptica (duodenale o gastrica), malattia emorragica costituzionale o acquisita, insufficienza epatica grave, insufficienza renale grave. Non deve essere assunto da donne in stato di gravidanza, in particolare in coloro che sono già nel terzo trimestre di gestazione (oltre le 24 settimane).

## Interazioni
- Anticoagulanti (warfarin, acenocumarolo) ed altri FANS: la contemporanea somministrazione può incrementare la frequenza degli effetti collaterali, incluso, in particolare, il rischio di sanguinamento.
- Corticosteroidi: la co-somministrazione con acetilsalicilato di lisina comporta un aumentato rischio di emorragia.
- Eparine a basso peso molecolare (e molecole affini) ed eparine non frazionate: in particolare nei pazienti anziani (con più di 65 anni di età) la terapia di associazione comporta un aumentato rischio di emorragia, causato sia dalla inibizione dell'aggregazione delle piastrine che da eventuali lesioni della mucosa gastroduodenale causate dall'acido acetilsalicilico.
- ACE inibitori(inibitori dell'enzima di conversione dell'angiotensina), antagonisti del recettore dell’angiotensina II e diuretici: in pazienti disidratati la contemporanea somministrazione può causare insufficienza renale acuta per una ridotta velocità di filtrazione glomerulare secondaria alla diminuzione della sintesi delle prostaglandine renali.
- Insulina ed antidiabetici orali (gliburide, nateglinide ed altri): gli effetti collaterali di queste sostanze (ed in particolare il rischio di ipoglicemia), possono aumentatare a seguito della somministrazione di acetilsalicilato di lisina.
- Inibitori selettivi della ricaptazione della serotonina (citalopram, fluoxetina, fluvoxamina, paroxetina, sertralina ed altri): la terapia di associazione con acetilsalicilato di lisina comporta un aumento del rischio di emorragia.
- Metotrexato: la co-somministrazione determina un aumento della tossicità del metotrexato, in particolare della tossicità ematologica, verosimilmente secondaria alla riduzione della clearance renale di metotrexato causata dall'acido acetilsalicilico.